# 글렌 스파크맨
글렌 마이클 스파크맨(Glenn Michael Sparkman, 1992년 5월 11일 ~ )은 미국의 야구 선수이자, 전 KBO 리그 롯데 자이언츠의 투수이다.

## 미국 프로야구 시절
2017년에 토론토 블루제이스에 입단하였다.

## 일본 프로야구 시절
2021년에 오릭스 버펄로스에 입단하였다.

## 한국 프로야구 시절

### 롯데 자이언츠시절
2022년에 앤더슨 프랑코, 댄 스트레일리를 대체할 외국인 투수로 영입되었다. 7월 31일에 성적 부진으로 인해 방출됐다. 그의 대체 용병으로는 댄 스트레일리가 재영입되었다.

## 별명
- 이름 때문에 '번개맨'이라고 불린다.